# Стрекоза уплощённая
Стрекоза уплощённая, или сжатобрюх уплощённый, (лат. Sympetrum depressiusculum) — вид стрекоз из рода Sympetrum.

## Описание

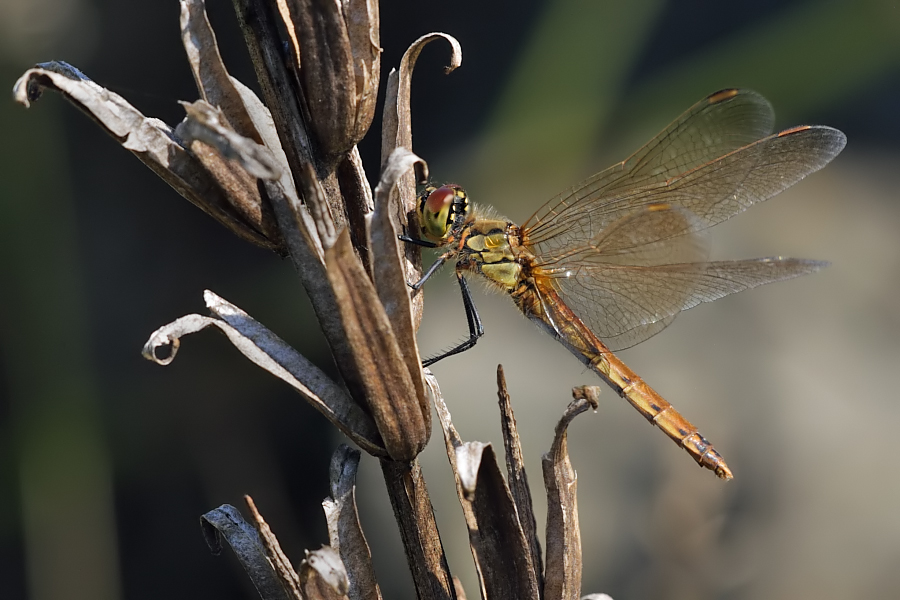
Самка

Длина 28-35 мм, брюшко 18-23 мм, заднее крыло 21-27 мм. Задний край переднегруди с большим, практически вертикальным выступом, который несёт на себе бахромку длинных волосков. Грудь сужена, несколько шире брюшка. Боковые чёрные линии на брюшке короткие. Имеются парные чёрные отметины на третьем-седьмомм тергитах брюшка. Ноги чёрного цвета. Базальные пятна на задних крыльях янтарного цвета, мелкие или не ясные либо совсем отсутствуют на передних.

## Ареал
Транспалеарктический вид.
На Украине встречается в Полесье, Западной Лесостепи, Прикарпатье, Закарпатской низменности, в дельте реки Дунай и в Херсонской области.

## Биология
Время лёта: начало июля — конец сентября. Встречается у многих типов стоячих и заболоченных водоёмов, часто вторичных и временных, поросших растениями. Хорошо переносит загрязнения воды и зимнее пересыхание водоёмов.

## Охрана
Вид включён в Красную книгу Армении.